# 藏屋敷
藏屋敷（日语：くらやしき），江户时代用以銷售各藩年貢米及领內特產的倉庫建物。其中，以大阪的藏屋敷最為有名。此外，江户、敦贺、大津、堺、长崎等城市也有设置。除了藩主，具有影响力的旗本、公家、寺社也有自己的藏屋敷。

## 歷史

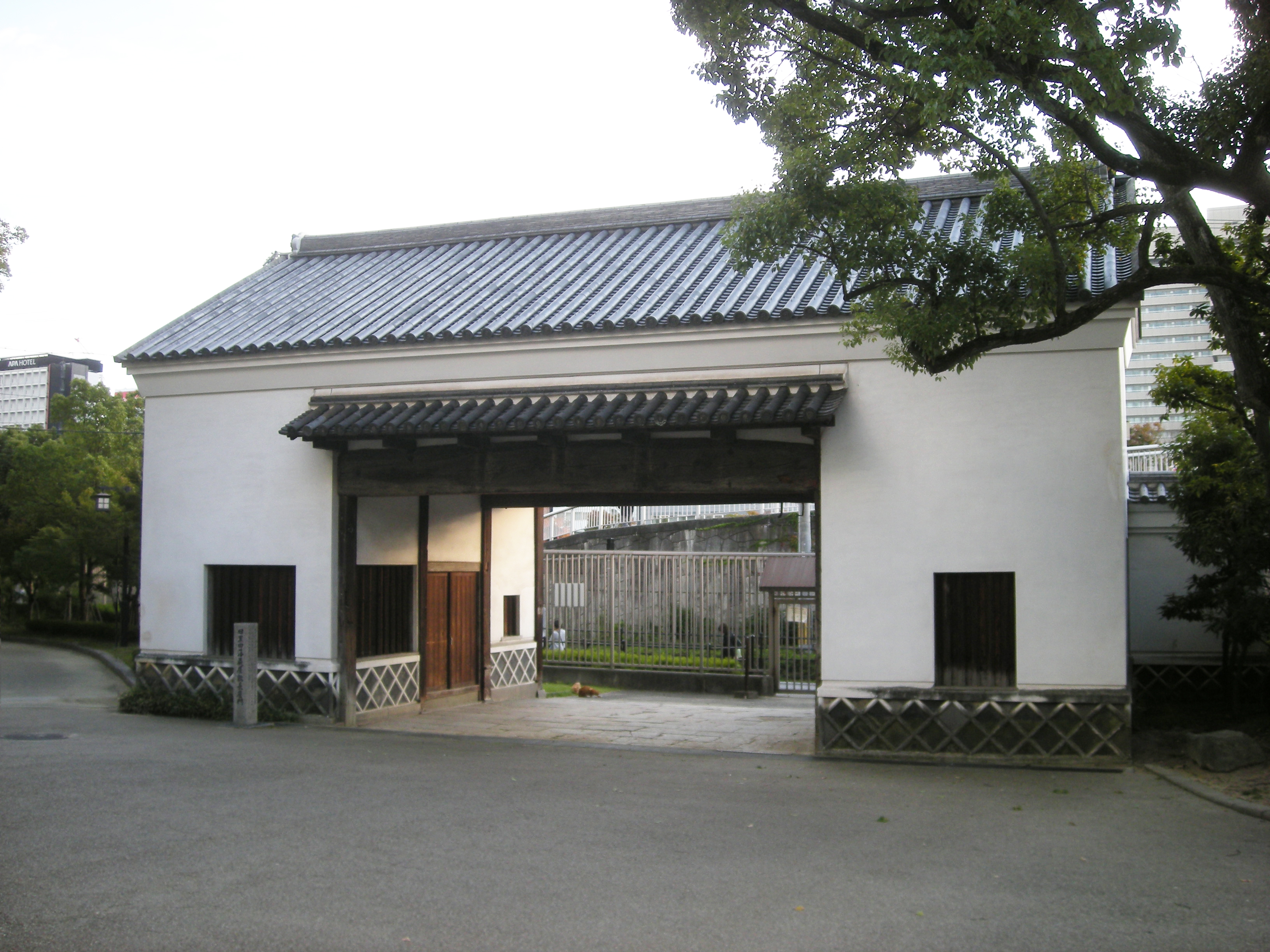
舊黑田藩藏屋敷長屋门。是現今天王寺公园大阪市立美术馆的南门。（大阪市天王寺区）

丰臣政權控制全国後，在政治中心大阪、堺開始設立藏屋敷。
江户幕府建立后，政治中心迁至江户，但商业中心仍留在大阪，諸藩的藏屋敷仍继续集中在大阪。大阪的藏屋敷亦設有提供參勤交代各藩藩主留宿的宅邸。
明治维新后，在废藩置县下，新政府接收各藩藏屋敷，並拒絕承擔舊藩債務，債權人的藏元、掛屋一一破產，大阪经济陷入混乱。
随后的地租改正，农民被迫以现金直接向政府缴纳税款，不得不在本地出售大米兑现。农民→藩→藏屋敷，此江戶時代運作許久的稻米流通體制正式崩溃。
因此，与东京相比，曾稱為「天下廚房」（日语：天下の台所）的大阪，其经济现代化受到推延，从日本经济中心跌落。

## 注解
1. ↑  宋彥陞. . . 2018. ISBN 9789578630574.